# Eokinorhynchus rarus
Eokinorhynchus rarus es un «gusano del barro» descubierto en 2013 en rocas fósiles en Nanjiang, China.  Se cree que pertenece al filo de los quinorrincos.  Los quinorrincos son gusanos con exoesqueleto  (armadura) y son pseudocelomados con cabeza retráctil y cuerpo segmentado.  A la fecha es el fósil de quinorrinco más antiguo encontrado y pertenece al período cámbrico,  de hace unos 530 millones de años.  Como los artrópodos manifiestan signos de metamerización (cuerpo segmentado),  no obstante, no presentan patas articuladas. Medía unos tres milímetros y su cuerpo consta de tres porciones: la cabeza, con una boca dentada en forma de cono; el cuello y un tronco metamerizado en once segmentos. Para los científicos, este tipo de fósil es de crucial importancia pues otorga pistas sobre los mecanismos de segmentación en diferentes tipos de animales desde épocas antiguas.
Al filo de animales quinorrincos se les conoce como gusanos o «dragones del barro» y actualmente a éste pertenecen unas 240 especies marinas, el cual Eokinorhynchus rarus sería el miembro más antiguo a la fecha.